# Pillig
Pillig là một đô thị ở huyện Mayen-Koblenz bang Rheinland-Pfalz, phía tây nước Đức. Đô thị Pillig có diện tích 6,29 km².